# Mimulosia flavescens
Mimulosia flavescens är en fjärilsart som beskrevs av De Toulgoët 1958. Mimulosia flavescens ingår i släktet Mimulosia och familjen björnspinnare. Inga underarter finns listade i Catalogue of Life.